# Kochiova reakce
Kochiova reakce je organická reakce spočívající v dekarboxylaci karboxylových kyselin na alkylhalogenidy pomocí octanu olovičitého a lithného halogenidu.
Jedná se o variantu reakce Hunsdieckerových.